# The Brothers Johnson
The Brothers Johnson je americká funková hudební skupina. Kapela se skládá z George a Louise Johnsona. Mezi jejich největší hity patří písně jako "Strawberry Letter" a post-discové "Stomp!". Louis Johnson rovněž hrál na baskytaru na albu Thriller od Michaela Jacksona.

## Diskografie
| - 1976 Look Out For (A&M) - 1977 Right On Time (A&M) - 1978 Blam ! (A&M) - 1980 Light Up The Night (A&M) - 1980 Sweet Thunder (A&M) - 1981 Winners (A&M) - 1981 Passage (A&M) - 1982 Blast ! (A&M) - 1984 Out Of Control (A&M) - 1985 Evolution (Capitol) - 1988 Kickin' (A&M) - 2004 Strawberry Letter 23 : Live - 2008 Out Of Control - 2008 Winners |  | - 1976 "I'll Be Good to You / The Devil" (A&M) - 1976 "Get The Funk Out Ma Face / Tomorrow" (A&M) - 1976 "Free And Single / Thunder Thumbs And Lightnin' Licks" *1977 "Strawberry Letter / Dancin' And Prancin'" (A&M) - 1977 "Runnin' For Your Lovin' / Q" (A&M) - 1977 "Love Is / Right On Time" (A&M) - 1978 "Ride-O-Rocket / Dancin' And Prancin'" (A&M) - 1978 "Ain't We Funkin' Now / Dancin' And Prancin' (A&M) - 1980 "Stomp! / Let's Swing" (A&M) - 1980 "Light Up The Night / Streetwave" (A&M) - 1980 "Treasure / Smilin' On Ya" (A&M) - 1981 "The Real Thing / I Want You" (A&M) - 1981 "Dancin' Free / Do It For Love" (A&M) - 1981 "Have You Heard The Word / I See The Light" (A&M) - 1982 "Welcome To The Club / Echoes Of An Era" (A&M) - 1982 "I'm Giving You All Of My Love / The Real Thing" (A&M) - 1984 "You Keep Me Coming Back / Deceiver" (A&M) - 1985 "Back Against The Wall / Back Against The Wall" (Qwest) - 1985 "Kinky / She's Bad" (Capitol) - 1988 "Kick It To The Curb / P.O. Box 2000" (A&M) - 1988 "Party Avenue / Party Avenue" (A&M) |